# Vitskäggig tyrann
Vitskäggig tyrann (Phelpsia inornata) är en fågel i familjen tyranner inom ordningen tättingar.

## Utbredning och systematik
Fågeln placeras som ensam art i släktet Phelpsia och förekommer i llanos i Venezuela. Den behandlas som monotypisk, det vill säga att den inte delas in i några underarter.

## Status
Arten har ett stort utbredningsområde och beståndet anses vara stabilt. Internationella naturvårdsunionen IUCN listar den därför som livskraftig (LC).